# بوریس توماشفسکی
بوریس ویکتورویچ توماشفسکی (روسی: Бори́с Ви́кторович Томаше́вский؛ IPA: [təmɐˈʂɛfskʲɪj]؛ ۲۹ نوامبر ۱۸۹۰، سن پترزبورگ  –  ۲۴ اوت ۱۹۵۷، گورزف) منتقد ادبی فرمالیست روسی، نظریه‌پرداز شعر، تحلیل‌گر متن، مورخ ادبیات روسی، پژوهشگر آثار پوشکین، مترجم و نویسنده بود. وی عضو حلقهٔ زبانی مسکو و اتحادیه نویسندگان شوروی بود.

## زندگی
توماسفسکی در سال ۱۹۰۸ دبیرستان را به پایان رساند اما نتوانست وارد انستیتو پلی‌تکنیک شود. وی در زمینه آماری و مهندسی برق در لیژ و پاریس آموزش دید و در سوربن هم کلاس‌هایی را گذراند. پس از بازگشت به روسیه، اولین انتشارات خود را با موضوع مهندسی و مضامین ادبیات در سال ۱۹۱۵ منتشر کرد. وی با حلقه اجتماعی مرتبط با مجله آپولو در ارتباط بود. وی در جنگ جهانی اول شرکت کرد و در جبهه اتریش از سال ۱۹۱۵ تا ۱۹۱۸ جنگید. در پایان جنگ او در مسکو کار می‌کرد.
پس از مهاجرت به پتروگراد، او در سال ۱۹۲۱ به انستیتوی تاریخ هنر پیوست اما بعداً به خانه پوشکین نقل مکان کرد، جایی که وی مدیریت نسخه خطی را در سالهای ۱۹۴۶–۵۷ و بخش مطالعات پوشکین را در سال ۱۹۵۷ مدیریت کرد. وی شروع به ارائه یک مجموعه سخنرانی در زمینه تحلیل متن، تئوری ادبیات و کارهای پوشکین در انستیتوی دولتی تاریخ هنر کرد. از سال ۱۹۲۴ در گروه ادبیات روسی در دانشگاه لنینگراد تدریس کرد. او در گورزف درگذشت و به خاک سپرده شد.